# ブラック・マウンテン (アラスカ州)
ブラック・マウンテンはアメリカ合衆国アラスカ州南東部に位置するセイントイライアス山地に属するアルセク山脈にある標高1,796mの山である。この山は、ジュノーの北西121km、リッグス氷河とマクブライド氷河の間に位置するグレイシャーベイ国立公園および保護区内にある。ブラック・マウンテンを眺めたり登ったりするのに最も適した天候は5月から6月。天候に恵まれれば、グレイシャー・ベイのミュア入り江からブラック・マウンテンを眺めることが可能である。

## 気候
ケッペンの気候区分によると、ブラック・マウンテンは亜寒帯気候に属し、冬は寒く雪が多く、夏は涼しい。アラスカ湾から来る気象システムは、セント・エリアス山脈によって上空に押し上げられ（オログラフィック・リフト）、降雨や降雪などで大雨を降らせ、気温は-20℃を下回ることもあり、風速は-30℃を下回る。この気候は、ウエストスロープの下にあるリッグス氷河と東にあるマクブライド氷河を支えている。

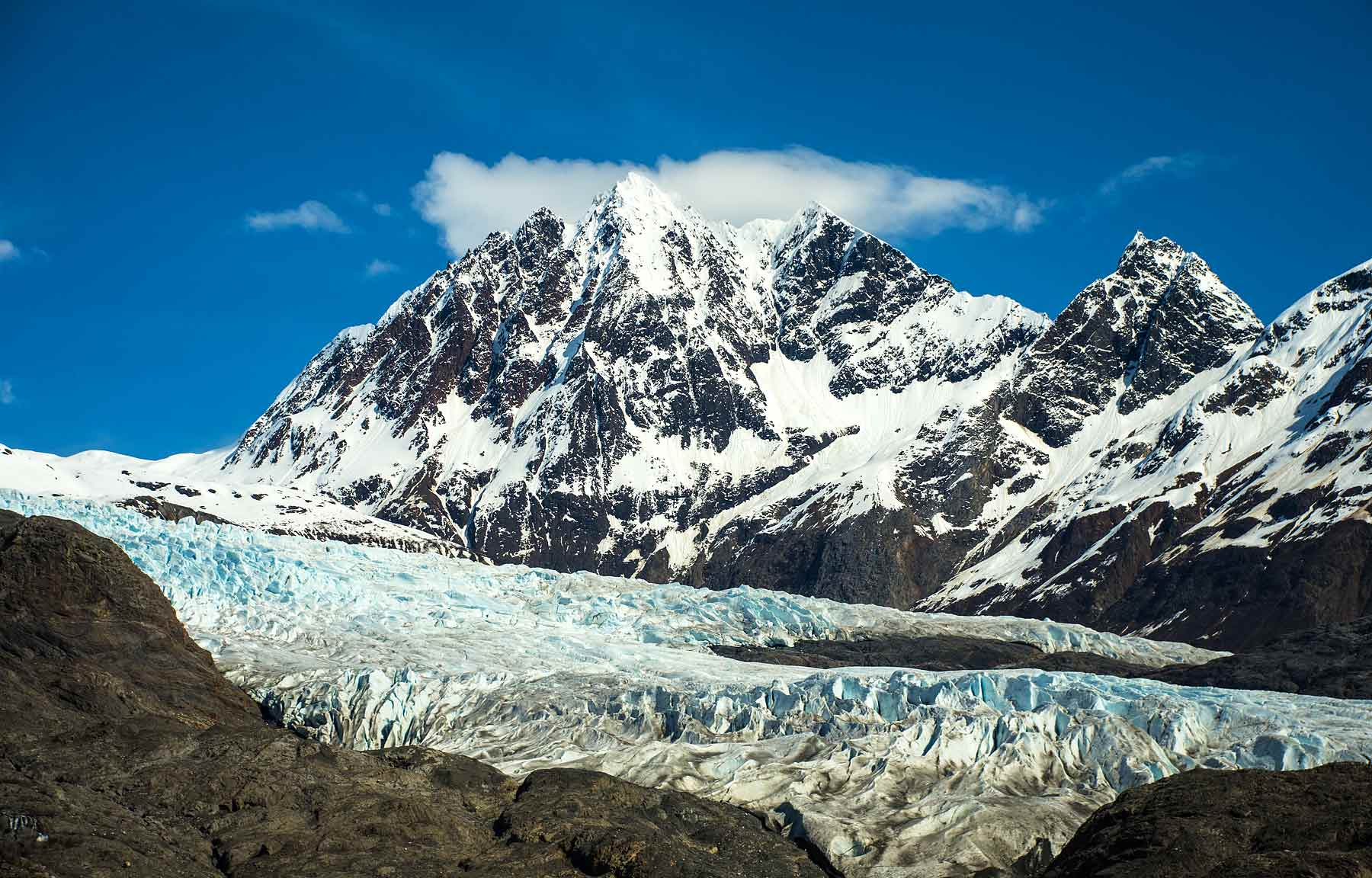
ブラック・マウンテンとリッグス氷河